# Arko (priimek)
Priimek Arko je po podatkih Statističnega urada Republike Slovenije 625. najbolj pogost priimek v Sloveniji, ki ga je na dan 31. decembra 2008 uporabljalo 493 oseb.

## Znani nosilci priimka
- Albin Arko (1845 - 1893), novinar
- Alenka Arko (*1960), novinarka, TV voditeljica
- Alenka Arko (*1966), teologinja, redovnica, članica mednarodne teološke komisije, prof. TEOF
- Alojzij Arko (1944 - 2012), veterinar
- Andraž Arko, frančiškan, avtor knjige o Baragi
- Andrej Arko (*1947), pisatelj in prevajalec
- Anton Arko
- Darja Arko, zdravnica, strok.dir. UKC Maribor, prof. MF
- Drago Arko, violinist
- Fran Arko (1857 - 1923), politik
- Franc Arko - Nani (1953 - 2021), režiser, scenarist
- Franica Arko (1909 - 1971), narodna delavka
- Irena Arko
- Jernej Arko (1794 - 1868), nabožni in narodnogospodarski pisec, novomeški prošt
- Lojze Arko, zdravnik, direktor Ptujske bolnišnice
- Lojze Arko (Aloysius Arko) (1940 - 2006), fizik v ZDA
- Matevž Arko (*1972), veterinar
- Matija Arko (= Matt Hoyer, 1891 - 1960), slovensko-ameriški harmonikar
- Mihael Arko (1857 - 1938), duhovnik, glasbenik, publicist, politik
- Miljutin Arko (1910 - 1991), pedagog, zgodovinar, etnolog, knjižničar
- Mina Arko, grafična oblikovalka, ilustratorka
- Nika Arko (1914 - 2016), sociologinja družine
- Stanko Arko (1892 - 1977), veterinar, kinolog
- Tine (Dragotin) Arko (1930 - 2011), režiser, knjižničar
- Venčeslav Arko (1902 - 1965), zdravnik kirurg
- Vincenc Arko (*1971), častnik
- Vladimir Arko (1888 - 1945), industriálec v Zagrebu slovenskega rodu
- Vojko Arko (1920 - 2000), pisatelj in planinec